# Frances Wisebart Jacobs
Frances Wisebart Jacobs, nata Frances Wisebart (Harrodsburg, 29 marzo 1843 – Denver, 3 novembre 1892), è stata una docente e filantropa statunitense.

## Biografia
Frances Wisebart Jacobs nacque il 29 marzo 1843 a Harrodsburg, nel Kentucky, da immigrati ebrei bavaresi e crebbe a Cincinnati, nell'Ohio. Il padre era Leon Wisebart, un sarto. Oltre a Frances, ebbero un figlio, Jacob, chiamato anche Benjamin, e altre cinque ragazze, che frequentarono tutte la scuola pubblica.
Sposò Abraham Jacobs, il socio di suo fratello Jacob, e con lui si recò in Colorado. A Denver Frances Jacobs divenne una forza trainante per le organizzazioni e le attività di beneficenza della città, con una visibilità a livello nazionale. Tra le organizzazioni filantropiche da lei fondate, è ricordata soprattutto come fondatrice della United Way e della Denver's Jewish Hospital Association.
Frances era un'insegnante di scuola a Cincinnati, Ohio, prima di sposare Abraham Jacobs il 18 febbraio 1863. Dopo il matrimonio, la coppia di novelli sposi viaggiò in carrozza verso il Colorado, dove Abraham Jacobs e il fratello di Frances, Jacob Wisebart, avevano creato dei negozi a Denver e Central City. Frances e Abraham ebbero due figli, uno di nome Benjamin, e una figlia, di nome Evelyn.

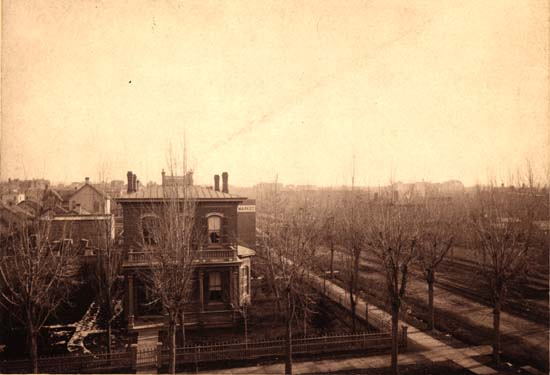
La casa di Abraham e Frances Jacobs all'angolo tra la 16ª e Welton Street (1880 circa) Denver, Colorado.

Durante il loro matrimonio i coniugi Jacob dovettero affrontare una serie di difficoltà: gravi incendi in due negozi, il negozio di abbigliamento OK di Denver che fallì nel 1885 e la morte prematura di uno dei loro figli. Il “grande incendio” di Denver del 19 aprile 1863 fu uno di questi. Il fratello di Frances, Jacob, fu il quinto sindaco di Central City. Il negozio che gestiva insieme al cognato Abraham Jacobs, chiamato negozio Wisebart, fu distrutto dalle fiamme dopo l'incendio di Denver del 1863, con 50.000 dollari di danni.
Nel 1866 la sorella di Frances, Mollie, sposò Philip Trounstine a Cincinnati, Ohio. Si trasferirono a Denver dove Trounstine divenne un vigile del fuoco volontario nel marzo del 1866, il primo capo dei vigili del fuoco di Denver e gestì il negozio di abbigliamento di Abraham Jacob a Denver.
Dopo l'incendio di Central City, Frances e Abraham si trasferirono a Denver per ricominciare da capo. Abraham Jacobs costituì e gestì il negozio di abbigliamento OK, fece parte del consiglio comunale di Denver, contribuì alla stesura della "costituzione popolare" di Denver, fu impegnato nell'importante fusione di Denver e Auraria e creò e gestì una linea di diligenze fino al 1869, data in cui divenne poco redditizia.
Frances Wisebart Jacobs, impegnata in attività di beneficenza a Denver poco dopo essersi stabilita, fu descritta come una “donna fragile con un immancabile senso dell'umorismo”. Divenne un'oratrice energica e persuasiva che coinvolgeva e ispirava il sostegno alle organizzazioni di beneficenza di Denver. La nipote di Jacob ha detto di lei: “Zia Frank era quella rara combinazione di sognatrice e agitatrice. Non solo sognava asili e orfanotrofi gratuiti, una casa di riposo e un ospedale, ma con buon senso degli affari li portava alla realtà”.
Frances Wisebart Jacobs è stata citata nel Rocky Mountain News del 27 agosto 1888 per aver detto: “So che ogni volta che le donne sono all'avanguardia in un buon lavoro, gli uomini le seguono”.

## Lo scenario
Nel 1858 i coloni arrivarono in una terra di frontiera: “Il primo pioniere arrivò in una terra selvaggia e silenziosa. Si impossessò del territorio 'allo stato grezzo'. Non aveva nulla per le mani, la sua energia e il suo coraggio per iniziare una nuova civiltà nella natura selvaggia”. Nel 1859 e nel 1860 le persone iniziarono ad arrivare a migliaia per stabilirsi sulle montagne, nei campi minerari o nelle valli.
Le persone giunsero in Colorado anche per i benefici ristorativi della sua “aria pulita e del sole”. A partire dagli anni '60 del XIX secolo, quando la tubercolosi (TB) era un problema mondiale, i medici degli Stati Uniti orientali raccomandavano ai loro pazienti di recarsi in Colorado. Di conseguenza, il numero di persone affette da tubercolosi, chiamate “cronici”, nello stato crebbe in modo allarmante, senza che vi fossero i servizi o le strutture necessarie per soddisfare le loro esigenze.  Non sapendo come gestire una popolazione di malati senza fissa dimora, molti furono portati in carcere. A causa del numero di persone affette da tubercolosi che affluivano a Denver, negli anni '80 del XIX secolo la città fu soprannominata il “Sanatorio del Mondo”. Cynthia Stout, una studiosa di storia, ha affermato che nel 1900 “un terzo della popolazione del Colorado era residente nello stato a causa della tubercolosi”.

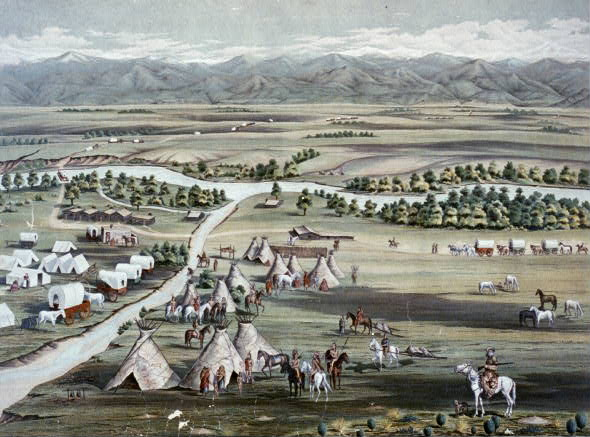
Denver, Colorado nel 1859
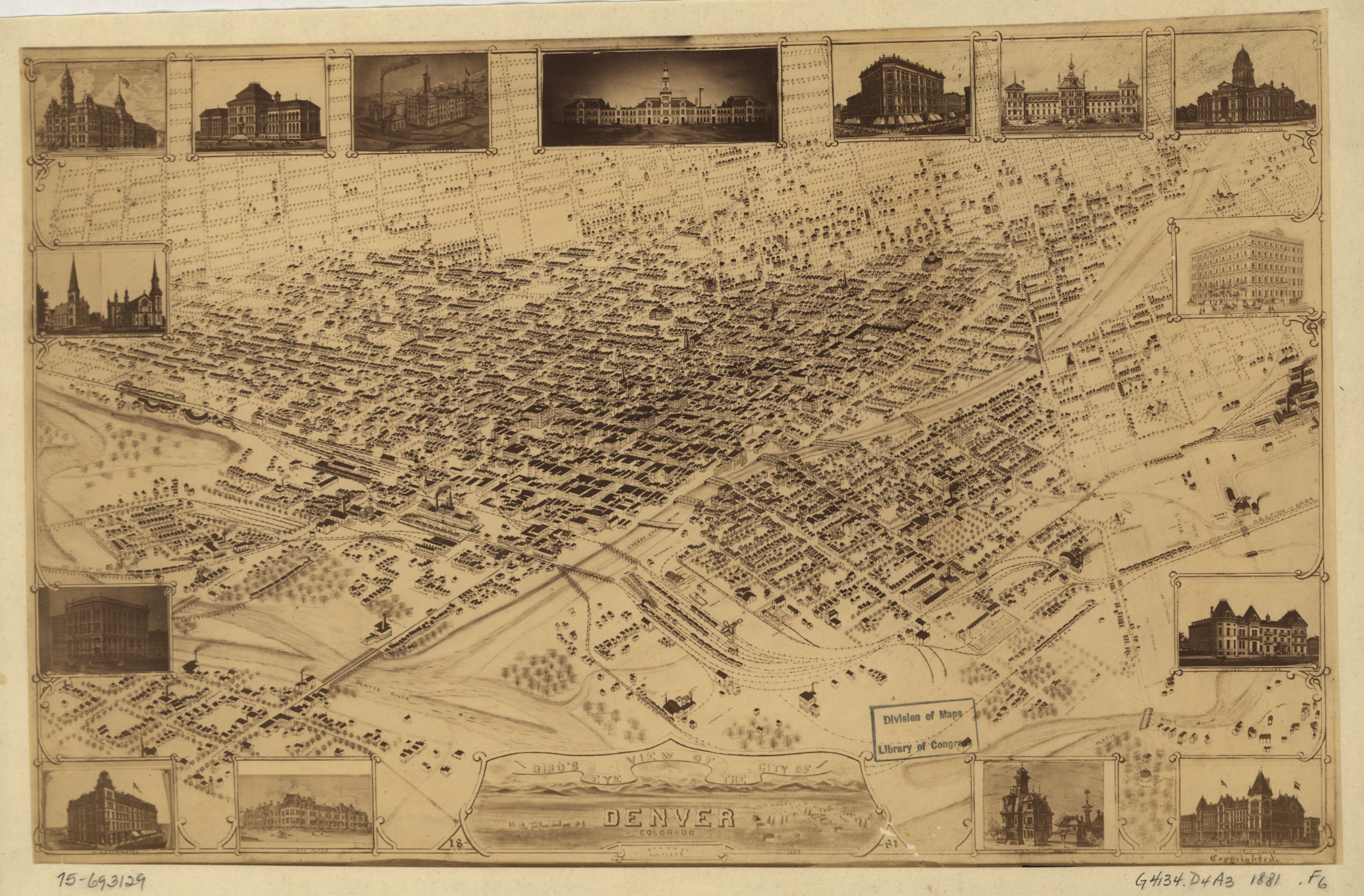
Denver, Colorado 22 anni dopo, nel 1881
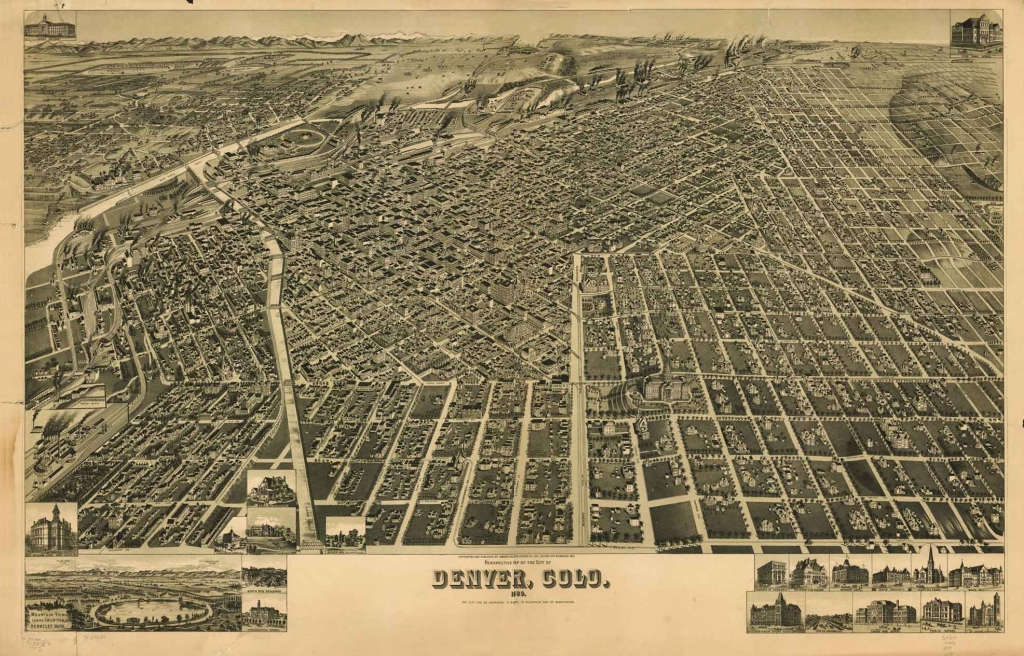
Denver, Colorado nel 1889

## Attività benefiche
La Jacobs era famosa in tutta la nazione come la "Madre della Carità" per il suo servizio filantropico innovativo a Denver, in Colorado.

### Società Ebraica di Beneficenza Femminile
Per andare incontro alle esigenze dei pionieri ebrei che vivevano a Denver, nel 1872 la Jacobs organizzò, e fu presidente, della Hebrew Ladies' Benevolent Society. A quel tempo, a Denver c'erano 300 pionieri ebrei, provenienti da Germania, Lituania, Bielorussia, Ucraina e Polonia russa. Erano venuti in Colorado per curare la loro tubercolosi o per ottenere opportunità e libertà che in precedenza erano state loro negate.
La Jacobs era preoccupata dal numero di malati gravi di tubercolosi che vedeva per le strade e che vivevano come rifugiati in tende e baracche. In qualità di membro e primo presidente della Hebrew Ladies' Benevolent Society, Jacobs si prese cura degli ebrei gravemente malati che vivevano nello squallore lungo le rive del fiume Platte e a West Colfax, portando loro zuppa, carbone, vestiti, sapone e medici. Inoltre, aiutava coloro che, a causa di emorragie, si ammalavano per strada. West Colfax, paragonabile al Lower East Side di New York, era una comunità composta principalmente da ebrei dell'Europa orientale.
L'organizzazione no-profit e non settaria, oggi conosciuta come Jewish Family Service of Colorado, serve 21.500 persone all'anno.

### Società di Soccorso Femminile di Denver
Per aiutare a servire l'intera comunità di Denver, nel 1874 contribuì a fondare la Denver Ladies' Relief Society, non settaria, di cui fu presidente. Oratrice capace e convincente, la Jacobs sensibilizzò l'opinione pubblica sulle ingiuste condizioni di lavoro delle donne, sulla necessità di avere alloggi separati per le donne nelle carceri, con personale femminile, e sulle difficoltà delle donne senzatetto.

### Scuola materna gratuita
La Jacobs visitò l'asilo gratuito Golden Gate quando partecipò e parlò alla conferenza di San Francisco della National Conference of Charities and Correction. Il Golden Gate divenne un modello per il primo asilo gratuito di Denver, la Stanley Public School creata dalla Free Kindergarten Association che Jacobs fondò nel 1885. Frances era convinta che “Dio non ha mai creato un povero al mondo, i bambini vengono al mondo e le condizioni e l'ambiente li rendono o principi o poveri”.

### Società di beneficenza, in seguito United Way
Nel 1887 si unì a Padre William O'Brien, al Reverendo Myron Reed, al Decano H. Martin Hart e a un altro sacerdote cattolico per creare la Charity Organization Society, coordinando la raccolta di fondi e altri sforzi e condividendo i proventi con una federazione di ventitré enti di beneficenza. La Jacobs ricoprì il ruolo di segretaria per il resto della sua vita.
La Charity Organization Society, la prima del suo genere nella nazione, si evolse nel 1922 in Community Chest nazionale e infine in United Way of America.

### Associazione ospedaliera ebraica di Denver

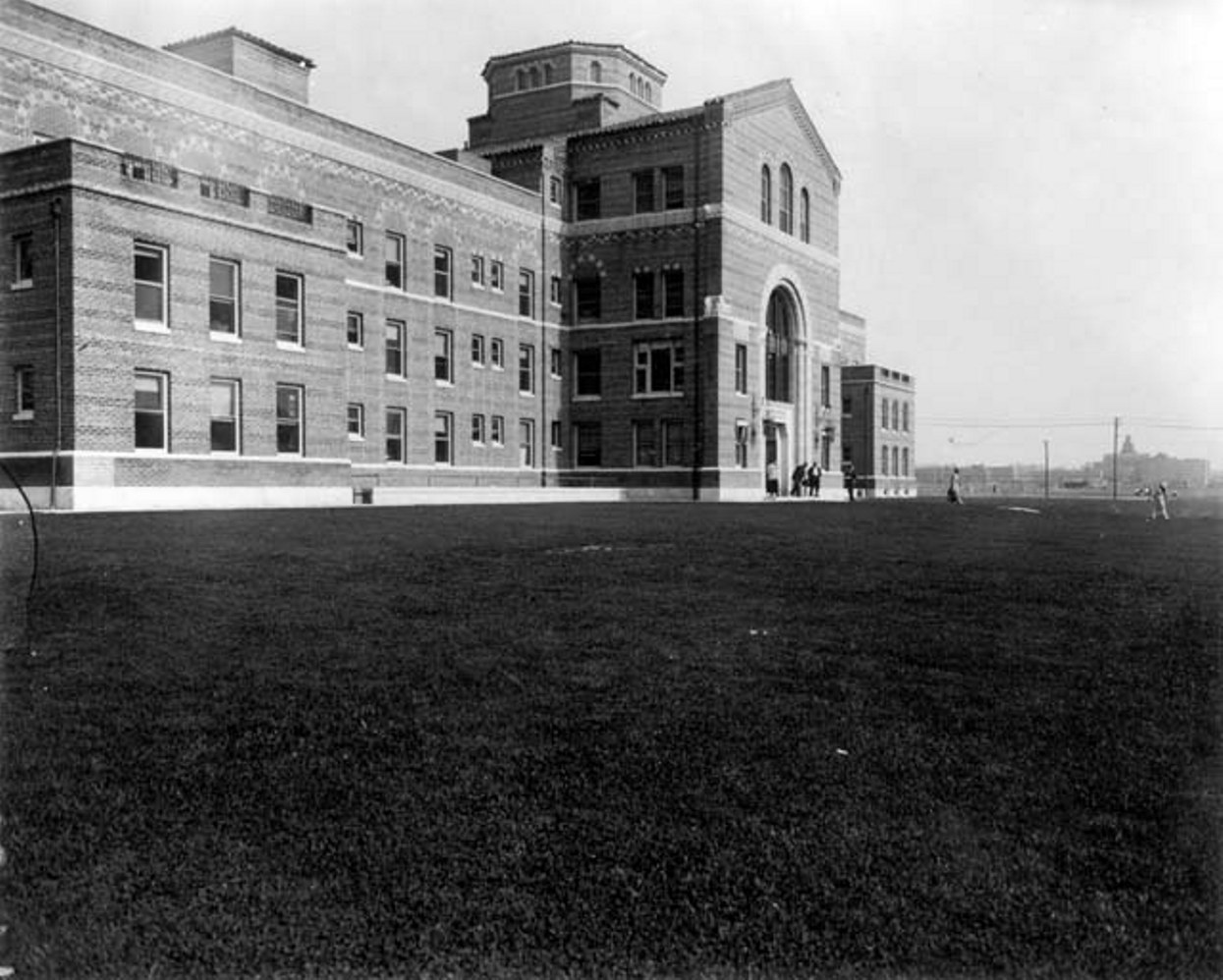
National Jewish Hospital, 1920 circa, costruito grazie agli sforzi di Frances Wisebart Jacobs.

Jacobs scrisse della reazione degli abitanti di Denver alle persone affette da tubercolosi: “La maggior parte della comunità ignora coloro che vagano per la città tossendo o con emorragie”. Nel 1883 organizzò un'iniziativa di beneficenza per l'ospedale e per diversi anni insistette affinché la comunità di Denver affrontasse la realtà della mancanza di servizi e strutture di cura dignitose. Secondo un giornalista di Denver, “Tutti posarono la matita per esaminare la necessità cruciale di un ospedale”.
Grazie al sostegno del rabbino William S. Friedman del Temple Emanuel di Denver, l'Associazione Ospedaliera Ebraica di Denver fu organizzata nel novembre 1889, incorporata nell'aprile 1890 e la prima pietra dell'ospedale fu posata nell'ottobre dello stesso anno.
I fiduciari dell'Associazione Ospedaliera Ebraica di Denver votarono per intitolare l'ospedale alla Jacobs l'anno successivo alla sua morte; la costruzione fu completata nel 1893, ma il Frances Jacobs Hospital, non arredato, rimase vuoto per sei anni a causa della mancanza di fondi dovuta alla crisi economica. La B'nai B'rith, un'organizzazione caritatevole ebraica, accettò l'ospedale come una delle sue iniziative e il 10 dicembre 1899 l'ospedale aprì le sue porte come National Jewish Hospital for Consumptives a Denver. L'ospedale fu il primo al mondo ad accettare solo pazienti indigenti affetti da tubercolosi, provenienti da qualsiasi parte del paese, a condizione che una volta usciti dall'ospedale “non diventassero un peso per la comunità di Denver”.
Grazie anche alle ricerche del National Jewish Medical and Research Center, la tubercolosi non è più un'epidemia.

## Morte e commemorazione
La Jacobs, malata, consegnò delle medicine a un bambino malato in una notte di pioggia del 1892. Contratta la polmonite, fu ricoverata al Marquette Sanitorium di Denver e morì il 3 novembre 1892, in seguito alla malattia che durò tre mesi.
Oltre 4.000 persone parteciparono al suo funerale presso il Temple Emanuel, aperto a persone di ogni fede, ceto e razza. Una settimana dopo, si tenne un servizio commemorativo presso la First Congregational Church. Tra i relatori c'erano personalità di spicco di Denver, come il sindaco della città e il Governatore del Colorado. J.S. Appel, suo collega, disse: "Per lunghi anni ha dedicato il suo tempo e i suoi servizi all'attività pratica della carità, e ha guardato in faccia più poveri e miserabili di qualsiasi altra persona a Denver. La chiave del suo carattere era... il suo grande fondo di umorismo che le faceva vedere il lato positivo di ogni cosa, che le permetteva di dedicare la sua vita all'opera di salvare ed elevare l'umanità... Questo amore per l'umorismo era la valvola di sicurezza che impediva al suo cuore di scoppiare di fronte ai dolori e alle miserie che vedeva”.
La Jacobs è ricordata come uno dei 16 pionieri del Colorado, e l'unica donna, in una vetrata della Rotonda del Campidoglio dello Stato del Colorado. Nel 1987 è stata inserita nella Colorado Women's Hall of Fame. Nel 1994 la Jacobs è stata inserita nella National Women's Hall of Fame e nel 2000 ha ricevuto, insieme al National Jewish Medical and Research Center, il Denver Mayor's Millennium Award.
Nell'atrio del National Jewish Medical and Research Center si trova una statua di bronzo in suo ricordo, con lei che tiene in mano una borsa di medicinali e saponi.